# Fiat 414
Le Fiat 414 est un autobus typiquement urbain, de type midibus, produit par le constructeur italien Fiat Bus à partir de 1960.

## Histoire
Ce véhicule a été lancé en 1960 et représente une véritable révolution dans le paysage des transports en commun car c'est le premier modèle d'autobus urbain de taille réduite, on dirait aujourd'hui midibus, disposant d'un châssis spécialement étudié pour cette utilisation et non plus dérivé de celui d'un camion. Son moteur est placé au centre du véhicule, à plat.
Il a été créé pour une utilisation très polyvalente dans toutes les villes d'Italie, pour un transport dans les centres-villes, sur les lignes peu fréquentées. Ce bus urbain a connu un très gros succès commercial. Sa robustesse légendaire et ses caractéristiques mécaniques de fiabilité feront qu'il restera au catalogue durant 13 ans et en service pendant plus de 40 ans, certains circulaient encore en 2000.
Ce modèle offrait la direction assistée et une boîte de vitesses semi-automatique. Le moteur était placé sous le plancher, au centre du véhicule, dans un compartiment isolé, pour un meilleur confort des passagers et une meilleure utilisation de la surface utile du plancher.
Comme de coutume en Italie, le Fiat 414, en plus de la version constructeur avec carrosserie "CANSA", du nom de l'usine où était produit le véhicule, était également disponible avec plusieurs carrosseries conçues et réalisées par les Carrossiers spécialisés Menarini, Macchi, Piaggio, Portesi, Pistoiesi, Breda C.F., etc.
Le Fiat 414 a également été utilisé en version sub-urbaine ou banlieue avec 16 places assises. La version urbaine avait une capacité de 43 passagers assis et debout.